# Skomakareämbetet

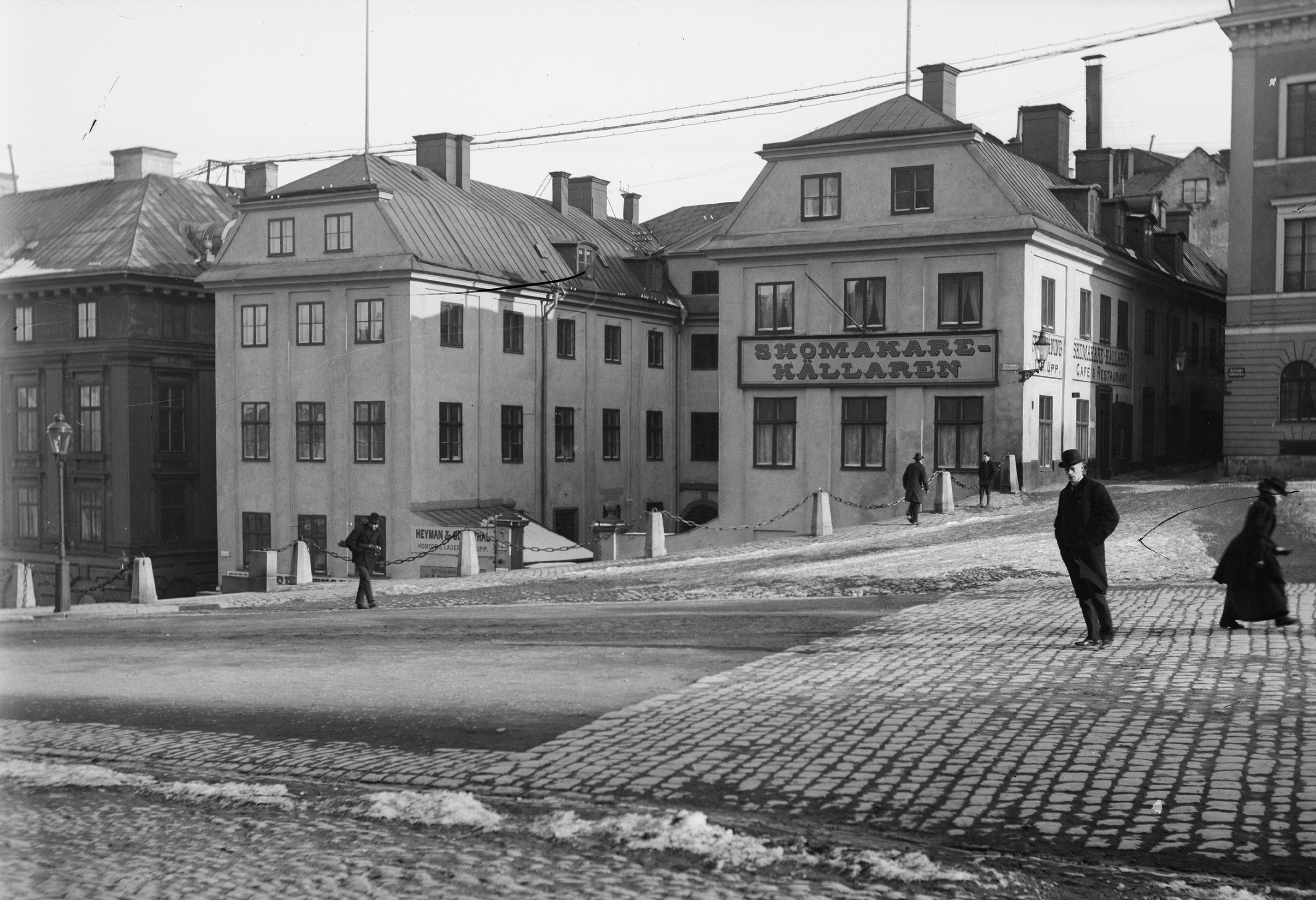
Skomakareämbetets byggnad med Skomakare-Källaren vid Slottsbacken omkring 1903.

Skomakareämbetet var skomakarnas yrkesförening (skrå) som bildades år 1474 i Stockholm och avvecklades 1846.

## Historik
Skomakareämbetets skråordning utfärdades av borgmästare och råd i Stockholm 1474. Själva skomakareskrået hade tillkommit tidigare än så, troligen i början av 1400-talet. Yrkesgruppen har alltid varit en av de vanligaste och största till antalet och förekom i alla städer och även på landsbygden. I Stockholm fanns i snitt runt 20 verksamma skomakarmästare under perioden 1461–1615.
Skomakareämbetet hade sina lokaler till en början i Gamla slaktarhuset vid Norrbro. 1780 förvärvade man en äldre fastighet i Kvarteret Pegasus vid Slottsbacken 6 mittemot Stockholms slott. Där hade Skomakareämbetet utöver sina ämbetslokaler även ett härbärge och en krog kallad Skomakare-Källaren.
Skråväsendet upphörde i Sverige 1846. Skomakareämbetet avvecklades och ersattes av den då nybildade Skomakareföreningen som stannade på Slottsbacken till 1906 då Stockholms stad övertog fastigheten. Därefter fanns bland annat Statens Avtalsverk och Kungliga Myntkabinettet i byggnaden. 
Idag är det Sveriges Skomakarmästarförbund (bildad 1901) som värnar skomakarnas intressen och är dess branschorganisation. Förbundet har sitt kontor på Tyskbagargatan 7 i Stockholm.